# 基輔水電站
基輔水電站（羅馬化：Kyivska HES）是在乌克兰基輔州维什霍罗德位於第聂伯河上的一座河流發電廠。一條長288米（945英尺）的大壩創建了基輔水庫，目的是水力發電和與大壩相關的水閘通航。該電站裡20台發電機中的第一台於1964年投入使用，最後一台於1968年投入使用。與基輔抽水蓄能電站一起，它創建了一個水力發電的綜合體。該水電站由烏克蘭水能公司運營，渦輪機由哈爾科夫工廠 Turboatom 生產，發電機則由哈爾科夫工廠“Elektrovazhmash”生產。

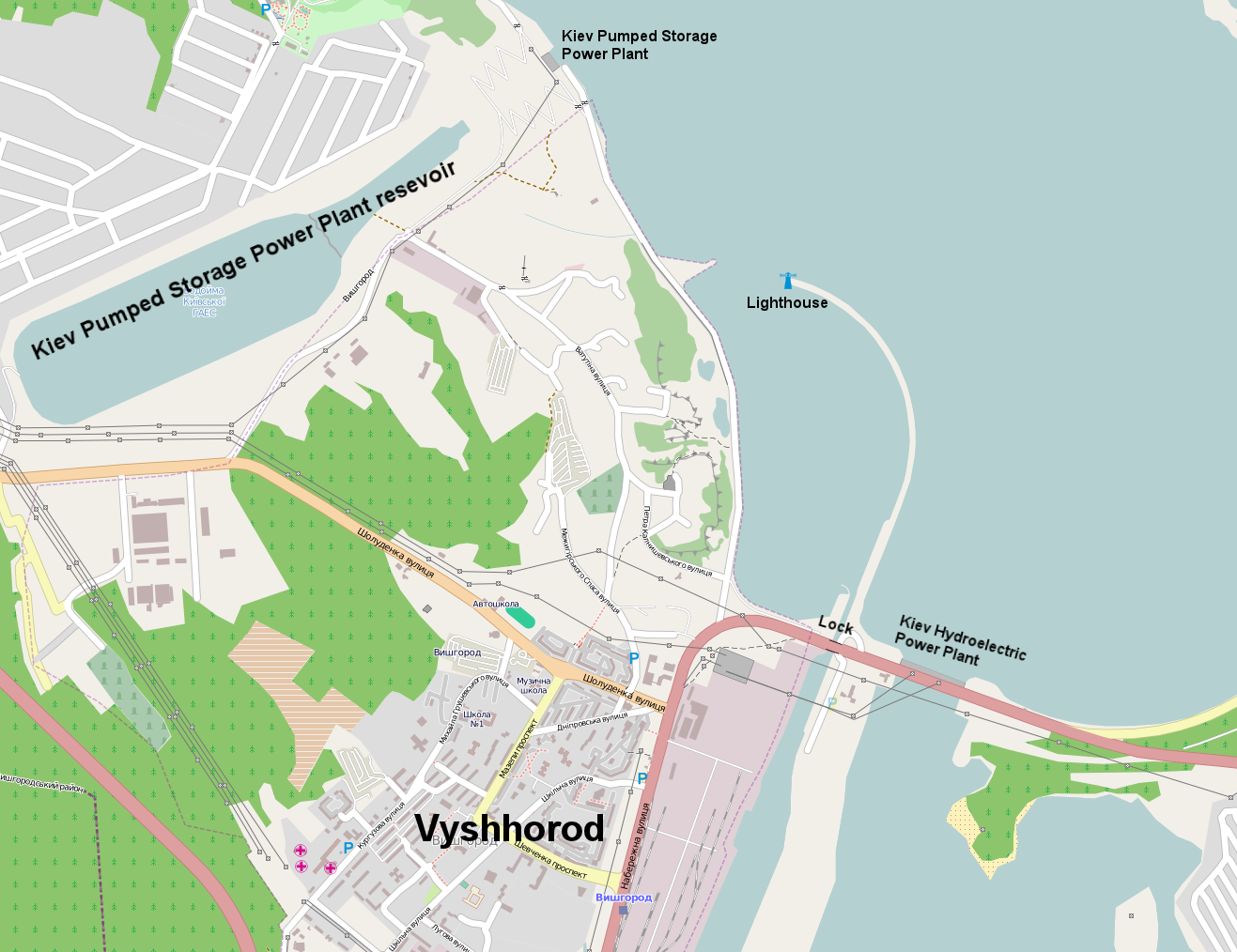
基輔州的维什霍罗德附近的發電廠

## 建設史
基輔水電站项目由领先的项目研究機構“UkrHydroProekt”開發。基輔水電站的建設始於1960年10月。施工由 Kremenchugs'budTrust 集體進行。在建設過程中，引入了許多新的組織和建設性解决方案。特别是由於使用了預制鋼筋混凝土，降低了建築成本，並在提高建築結構質量時缩短了工期。基輔水電站還引入了高頻安裝新技術大型混凝土結構的第一次。

### 時間線
1960年
10-12月：组織施工現場，编織坑道
1961年
六月：第一座混凝土廠建成
七月：開始抽水
8月：第一立方米的混凝土被封闭在一個可通航的门户中
10月：左岸大壩開挖工作開始
1962年
1月：通過第聂伯河到輸電線路的過渡電壓為35kV
3月：水電挖掘工作開始
5月：水電站地基圍封第一立方米混凝土
1963年
4月：左岸大壩開始澆築混凝土斜坡
1964年
9月：船廠投產
11月：礦坑和第聂伯河立交橋洪水泛濫
12月：水電站首台機组投產
1965年
第2-4號單位開始運作
1966年
第5-10號單位開始運作
1967年
第11-16號單位開始運作
1968年
第17-20號單位開始運作
基輔水電站建設期間，進行了7,940萬立方米的地基工程；製作整體混凝土82.5萬立方米。

## 規格
在後蘇聯國家中，基輔水電站首次使用了低壓水平胶囊水力装置。
基輔水力發電廠的獨特之處在於，在國内水力建設實践中，該水力發電廠首次與具有20條水道的混凝土溢洪道大壩相結合。
水電站寬51米、長285米的連體式，結構上按温度-泥沙缝劃分為5個區塊，每個區塊有4個水平胶囊單元。
基輔水電站水庫-渠道，河流类型，季節性調節有限。防護結構總長度為70公里；渠道壩最高標高為 22米。
主要水電站的結構包括：一座左右岸設施的水電站、一座110kV的開放式配電装置（GRP）、一座20條水道的組合式混凝土溢洪道。水力機組還包括右岸和左岸壩、右岸防護壩、壩-閘口與水電站建築物之間的插入、壩波分離、航道划船和左岸的無壓大壩和基輔通航門戶（今天屬於國營企業“Ukrvodshlyah”）。
一般來說，在水力發電站安裝了20台水平胶囊式機组，配備由哈爾科夫水輪機廠制造的PL/GK-600M型旋轉铲式水輪機和SGK-538/160-70型水平同步發電機。Electrotyazhmash”，今天的裝機容量（在進行水力機組改造後）為440MW。
位於發電場所流動部分的重叠部分：發電機的主要輸出、帶有調速器的油壓設備、泵等。
這些房屋的上層天花板帶有變形的金屬蓋，形成了溢出的門槛。從底部座位沿着建築物的整個表面。